# Ленінський проспект (Москва)
Ле́нінський проспе́кт (колишні Велика Калузька вулиця, частина Калузького шосе й Київське шосе) — проспект у Центральному, Південному, Південно-Західному та Західному адміністративних округах міста Москви, одна з найбільших радіальних магістралей міста.

## Розташування
Проходить від Калузької площі до МКАД, після перетину з якою переходить у Київське шосе. Розташований між Комсомольським проспектом, далі проспектом Вернадського та Профспілковою вулицею, паралельно до проспекту Вернадського. Перетинає Третє транспортне кільце, площу Гагаріна, вулицю Академіка Зелінського, Ломоносівський проспект. Ліворуч (по ходу руху в бік МКАД) до Ленінського проспекту примикають проспект 60-річчя Жовтня; вулиці: Академіка Петровського, Стасової, Академіка Несмєянова, Бардіна, Ляпунова, Губкіна, Дмитра Ульянова, Панферова, Гарібальді, Академіка Пілюгіна, Новаторів, Обручева, Миклухо-Маклая, Самори Машела, Островитянова; проїзди: Апакова, Теплостанський. Праворуч (по ходу руху вбік МКАД) до Ленінського проспекту примикають проспекти: Університетський, Вернадського; вулиці: Косигіна, Молодіжна, Будівельників, Крупської, Марії Ульянової, Кравченка, Удальцова, Лобачевського, 26 Бакинських Комісарів, Рузька, Академіка Анохіна; Тітовський проїзд. Нумерація будинків ведеться від Калузької площі.
Ленінський проспект є другою за шириною вулицею Москви — після Ленінградського проспекту. Його ширина коливається від 108 до 120 метрів.
Ленінський проспект — єдина в Москві радіальна магістраль, що не змінює назву по всій протяжності від Садового кільця до МКАД. Завдяки цьому Ленінський проспект тривалий час був найдовшою вулицею Москви, але 1985 року після включення до складу Москви району Бутове втратив цей статус на користь Варшавського шосе, що має в Бутовому довгу замкадну ділянку.

## Походження назви

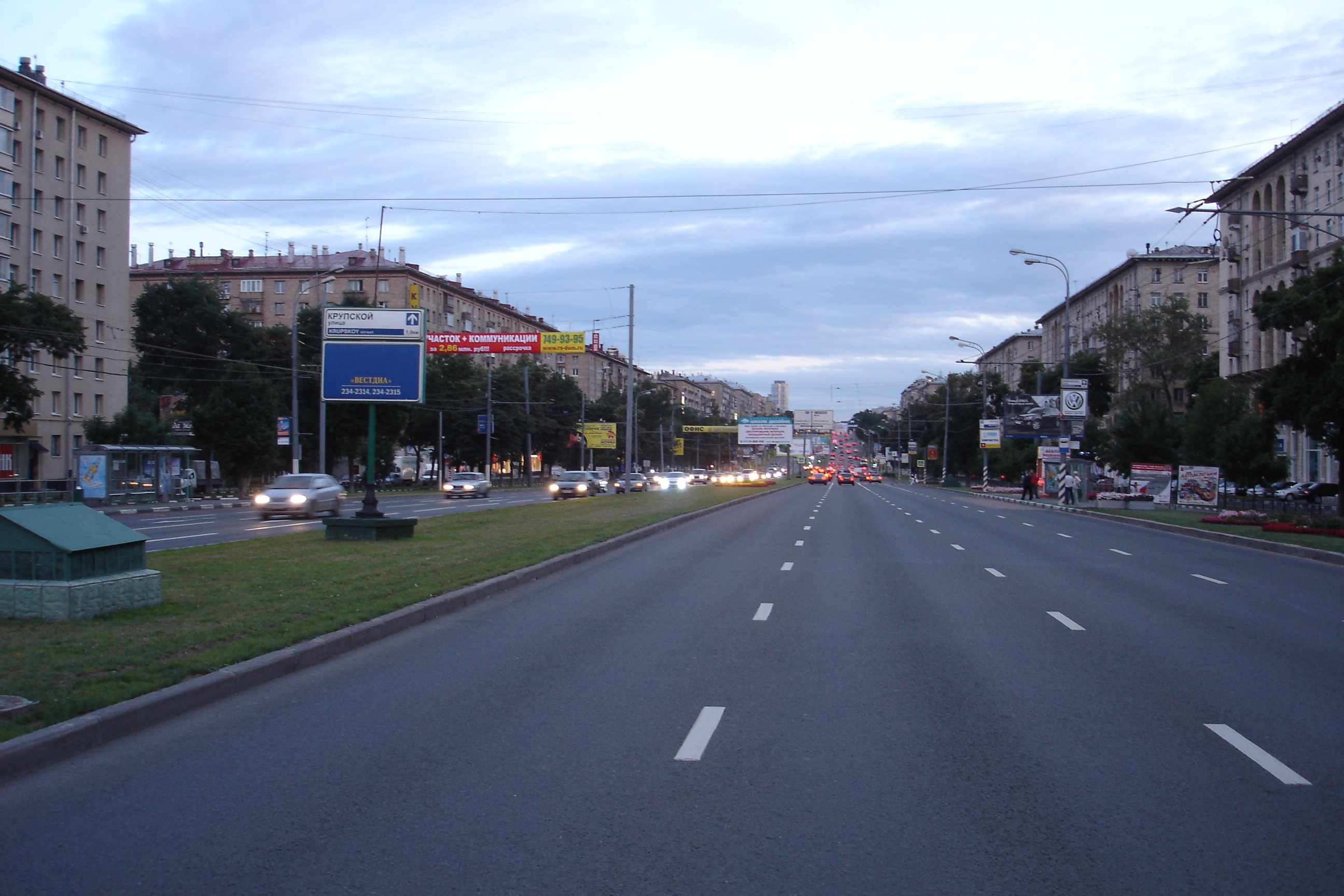
У бік перехрестя вулиць Будівельників і Панферова

Проспект названо за рішенням Мосради від 13 грудня 1957 у зв'язку з 40-річчям Великої Жовтневої соціалістичної революції у пам'ять її вождя В. І. Ульянова (Леніна). До його складу увійшли: Велика Калузька вулиця (від Калузької пл. до Калузької застави), частина Калузького шосе (від Калузької застави до Ломоносівського проспекту) й частина Київського шосе (від Ломоносівського проспекту до тодішньої межі міста). Після розширення Москви в серпні 1960, назва Ленінський проспект була розповсюджена на Київське шосе в межах МКАД.
У 1960-ті — 1970-ті роки вулиці, що примикають до проспекту, отримали назву на честь рідних та близьких вождя: його брата (Дмитра Ульянова), сестри (Марії Ульянової), дружини (Крупської), й особистого секретаря (Фотієвої).

## Історія
Наприкінці 1930-их років від Калузького шосе трасою сучасного Ленінського проспекту пройшла дорога до аеропорту Внуково, пізніше названа Київським шосе. Ділянка проспекту від Калузької застави до Ломоносівського проспекту реконструйована 1957 року, від Ломоносівського проспекту до вул. Кравченка — у 1959, від вул. Кравченка до вул. Лобачевського — у 1966, від вул. Лобачевського до вул. Миклухо-Маклая — у 1969, від вул. Миклухо-Маклая до МКАД — у 2001. У 1962 було зведено транспортну розв'язку на пл. Гагаріна (реконструйована 2001 у зв'язку з будівництвом Третього Транспортного кільця), у 2001 — розв'язка з проспектом Вернадського й вул. Островитянова, а також із Теплостанським проїздом.
У 60-70-их роках XX століття на Ленінський проспект виводили робітників та службовців Москви для масової зустрічі делегацій дружніх соціалістичних країн і країн, що розвиваються, що направлялись з аеропорту Внуково до Кремля.

## Визначні будівлі й споруди
Непарною стороною:
- № 3-5 — Житловий будинок з крамницею «Подарунки» (1966, арх. Я. Б. Білопольський)
- № 9 — Державний комітет РФ зі стандартизації й метрології (1966—1967, арх. Я. Б. Білопольський)
- № 11 — Житловий будинок (1940—1949, арх. І. В. Жолтовський). У 1950 році, за створення цього будинку архітекторам И. Жолтовському, Г. Захарову та 3. Чернишовій було вручено Сталінську премію.
- № 13 — Житловий будинок для співробітників Академії Наук СРСР (1938—1939, арх. О. В. Щусєв)
- № 17 — Шкіряно-венерологічний диспансер (1912—1914, арх. О. Ф. Мейснер)
- № 19 — енергетичний інститут ім. Г. М. Кржижановського (1928—1934, арх. О. Ф. Мейснер)
- № 21 і 25 — Житлові будинки. (1932, арх. І. В. Жолтовський).
- № 27 — Центральна клінічна лікарня ім. святителя Олексія (1900—1903, арх. С. У. Соловйов)
- № 29 — Інститут нафтохімічного синтезу ім. Топчієва
- № 31 — Інститут загальної та неорганічної хімії ім. Курнакова
- № 33 — Будівля колишнього Інституту нафти (1926—1930, арх. В. Д. Кокорін)
- № 37 — Житловий будинок (1940—1941, арх. М. Г. Бархін)
- № 37а — Житловий будинок, що утворює разом з № 30 парадний в'їзд до міста (1940—1941, арх. Є. А. Левінсон, І. І. Фомін); в центрі будинку знаходиться подвійна арка, що є проїздом на вулицю Орджонікідзе
- № 39 — Житловий будинок (1961, будинок РадМіну)
- № 45 — Житловий будинок (1959, арх. Є. М. Стамо)
- № 47 — Науково-дослідний інститут органічної хімії ім. М. Д. Зелінського (1950, арх. О. В. Щусєв)
- № 49 — Науково-дослідний інститут металургії ім. Байкова (1950)
- № 51 — Інститут точної механіки і обчислювальної техніки ім. Лебедєва РАН (1941)
- № 53 — Фізичний інститут ім. П. М. Лебедєва (1941)
- № 55 — Науково-дослідний інститут добрив та інсектофунгіцидів ім. Я. В. Самойлова (1939)
- № 65 — Російський державний університет нафти й газу імені І. М. Губкіна (1963)
- № 105 — Кінотеатр «Казахстан» (1971), нині Кіноклуб «Ельдар»
- № 113 — Клінічна дитяча лікарня

Парною стороною:
- № 4 — Московський інститут сталі та сплавів (1977)
- № 6 — Московський Державний гірничий університет (колишня садиба Лопухіна) (1801—1802, арх. М. Ф. Казаков; надбудований 1859 року за проектом архітектора П. С. Кампіоні). У дворі володіння знаходиться будівля колишнього жіночого Міщанського училища (1863, архітектор О. С. Нікітін)
- № 6 — Клуб «Точка»
- № 8 корп. 1 — Міська лікарня № 1 ім. М. І. Пирогова (колишня Перша Градська — 1828—1832, арх. О. І. Бове)
- № 8 корп. 5 — Міська лікарня № 1 ім. М. І. Пирогова (колишня Голіцинська — 1796—1802, арх. М. Ф. Казаков)
- № 8, будівля 12 — Свято-Димитрівське училище сестер милосердя
- № 10 — Церква Знамення при 2-й міській лікарні (1881, архітектор І. П. Залеський)
- № 14 — Президія Російської Академії наук (Олександрійський палац) (1756, арх. П. Ієст, 1839, арх. Є. Д. Тюрін). Пам'ятка архітектури, охороняється державою.
- № 16 — Житловий будинок Нескучному саду з виходом на Пушкінську набережну Москви-ріки (для керівників Генерального штабу Міністерства оборони, КДБ та членів Президії академії наук СРСР) — зразок унікальної сталінської архітектури ансамблю історичної частини Ленінського проспекту (В.Калузька вулиця) (1939—1940 рр., стиль — Сталінський ампір, Архітектори: Д. М. Чечулін, А. Г. Мордвинов), ресторан «рос. Хижина», винний бутік «рос. Коллекция вин», аптека «36,6», салон краси «рос. 16 стилистов». Об'єкт культурної спадщини — Пам'ятка історії та культури, охороняється державою. У дворі — Олександрійський палац, 1756 р. (нині — Президія РАН — Ленінський проспект, буд. 14).
- № 18 корп. 2 — Мінералогічний музей ім. Ферсмана (початок XIX ст., арх. Є. Д. Тюрин)
- № 30 — Житловий будинок, що утворює разом з № 37а парадний в'їзд до міста (1946—1950, арх. А. Є. Аркін)
- № 32а — Російська академія наук (1980—1988, арх. Ю. П. Платонов)
- № 38 — Готель «рос. Спутник» (1967)
- № 42 — Федерація незалежних профспілок Росії (1939, арх. О. В. Власов)
- № 54 — Універмаг «Москва» (1959—1962)
- № 70-72— Житлові будинки (1955—1957, архітектори Я. Б. Білопольський, Д. І. Бурдин)
- № 74-82 — Житлові будинки (1956—1958)
- № 86-90 — Житлові будинки (1958—1960)
- № 90/2 — Готель «Спорт» (зруйновано 2004 року)
- № 146 — Готель «рос. Центральный Дом Туриста» (1974—1979)
- № 158 — Готель «Салют» (1977—1980)

## Пам'ятники
- Ю. О. Гагаріну (1980, скульптор П. Бондаренко, арх. Я. Білопольський, А. Гажевський) — на площі Гагаріна
- В. І. Ульянову (Леніну) та Н. К. Крупській (1989, скульптор О. Комов, арх. В. Нестеров) — на початку вул. Крупської
- Бакинським комісарам (1971, скульптор І. Зейналов) — на перетині з вул. 26 Бакинських Комісарів

## Транспорт

### Метро
- Станція метро «Жовтнева» знаходиться на самому початку Ленінського проспекту, вестибюль вбудовано до будинку № 2/1
- Станція метро «Ленінський проспект» розташована поблизу перетину Ленінського проспекту з Третім транспортним кільцем
- Станція метро «Тропарьово» розташована у місці злиття Ленінського проспекту, проспекту Вернадського й вулиць Островитянова та Академіка Бакулєва

### Автобус
- 1: від вулиці Гарібальді до вулиці Крупської (з розворотом на вулиці Будівельників) й від вулиці Крупської до вулиці Гарібальді (з розворотом на вулиці Кравченка)
- 47: від вулиці Будівельників до вулиці Кравченка й у зворотному напрямку
- 111: від Безіменного проїзду до вулиці Дмитра Ульянова й від вулиці Дмитра Ульянова до проїзду Апакова
- 113: від вулиці Гарібальді до вулиці Будівельників й від вулиці Будівельників до вулиці Гарібальді (з розворотом на вулиці Кравченка)
- 119: від Університетського проспекту до Ломоносівського проспекту й у зворотному напрямку
- 144: від вулиці 26-ти Бакинських Комісарів до Теплостанського проїзду й у зворотному напрямку
- 145: від вулиці Самори Машела до вулиці 26-ти Бакинських Комісарів (тільки в напрямку центра)
- 153: від вулиці Гарібальді до вулиці Удальцова (з розворотом на вулиці Будівельників) й від вулиці Кравченка до вулиці Гарібальді
- 163: від вулиці Обручева до вулиці Удальцова (тільки в напрямку центра)
- 196: від Безіменного проїзду до площі Гагаріна й від площі Гагаріна до проїзду Апакова
- 227: від проспекту Вернадського до Теплостанського проїзду й у зворотному напрямку
- 246: від вулиці Удальцова до вулиці Обручева й у зворотному напрямку
- 272: від проспекту Вернадського до МКАД й у зворотному напрямку
- 281: від Рузької вулиці до Теплостанського проїзду й від Теплостанського проїзду до проспекту Вернадського
- 611: від проспекту Вернадського до МКАД й у зворотному напрямку
- 642: від проспекту Вернадського до МКАД й у зворотному напрямку
- 707: від проспекту Вернадського до МКАД й у зворотному напрямку
  - 707к: від проспекту Вернадського до МКАД й у зворотному напрямку
- 720: від вулиці 26-ти Бакинських Комісарів до Теплостанського проїзду й зворотному напрямку
- 735: від вулиці Островитянова до вулиці 26-ти Бакинських Комісарів (тільки в напрямку центра)
- 802: від проспекту Вернадського до МКАД й у зворотному напрямку
- 816: від проспекту Вернадського до МКАД й у зворотному напрямку

### Тролейбус
- 4: від станції метро «Жовтнева» до Ломоносівського проспекту й у зворотному напрямку
- 7: від Безіменного проїзду до площі Гагаріна й від площі Гагаріна до проїзду Апакова
- 33: від станції метро «Жовтнева» до вулиці Кравченка й у зворотному напрямку
  - 33к: від Безіменного проїзду до вулиці Кравченка й від вулиці Кравченка до проїзду Апакова
- 62: від станції метро «Жовтнева» до вулиці 26-ти Бакинських Комісарів й у зворотному напрямку
- 84: від Безіменного проїзду до вулиці 26-ти Бакинських Комісарів й від вулиці 26-ти Бакинських Комісарів до проїзду Апакова
- кінцева тролейбусна станція «Вулиця Кравченка» (буд. 90)

### Трамвай
Безпосередньо Ленінським проспектом трамвай не ходить, але Ломоносівським проспектом його перетинають трамваї маршрутів 14, 22, 26 та 39

## Фотогалерея

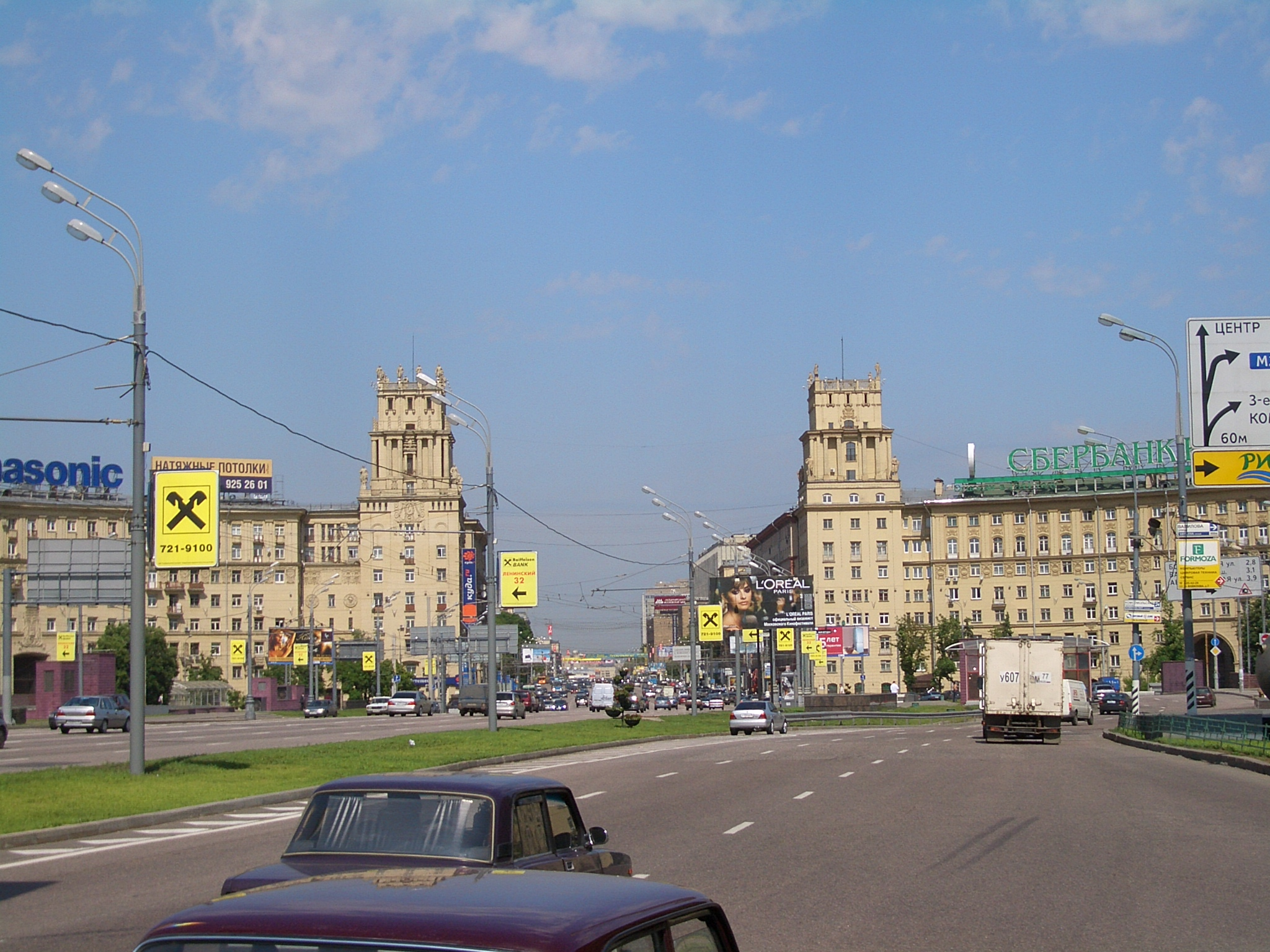
Площа Гагаріна